# Выбор (газета, Салават)
«Выбор» — русскоязычная общественно-политическая газета города Салавата.

## История издания
С 1952 года в рабочем посёлке Салавате выходила газета «Сталинская новостройка». В 1954 году после преобразования посёлка в город республиканского подчинения стала выходить основная городская газета «Ленинский путь».
Газета «Ленинский путь» основана в 1954 году. Первый номер городской газеты «Ленинский путь» вышел 3 октября 1954 года тиражом 4000 экз.
Газета выходила на русском языке, являлась органом городского комитета КПСС и городского совета депутатов трудящихся БАССР.
В разное время редакторами газеты были И. Н. Краснов, А. Игошина, М. Ильюхин, С. Кириенко. В. Некрасов, С. Асанова, Н. Фахреев и др.
Более 30 лет руководил газетой и был её главным редактором Заслуженный работник культуры РБ, член Союза журналистов России и Башкортостана Азнагулов Вансит Кинич (1937—2011).
Газеты выходила 3 раза в неделю.
1 января 1991 года газета переименована в «Выбор».
В 2012—2014 годах газету «Выбор» возглавляла Т. Н. Клугман. За этот период произошло кардинальное изменение издания. 13 декабря 2012 года с выходом номера 181 газета, которая многие десятилетия использовала старый дизайн, преобразилась в значительной степени.
В 2015 году газета вошла в состав издательского дома «Республика Башкортостан».
Учредителем газеты является ГУП РБ «Издательский дом „Республика Башкортостан“».
Только в «Выборе» публикуются официальные документы Салаватского городского Совета и администрации города Салавата.
Газета выходит один раз в неделю — по пятницам, в формате А3.